# Maharadscha wider Willen
Maharadscha wider Willen ist ein deutsches Filmlustspiel aus dem Jahre 1950. Unter der Regie von Ákos von Ráthonyi spielen neben Olga Tschechowa und Kurt Seifert als glückloser Haarwuchsmittelfabrikant das spätere „Traumpaar des deutschen Films der 1950er Jahre“ Sonja Ziemann und Rudolf Prack weitere Hauptrollen.

## Handlung
Der Haarwuchsmittelfabrikant Karl Brummer ist die denkbar schlechteste Eigenwerbung seines eigenen Produktes: Er ist nämlich bedauernswerter Träger einer Glatze. Da sich sein Mittelchen „Anti Glazin“ unter diesen Umständen kaum verkaufen lässt, macht er sich eines Tages bei Nacht und Nebel ins Ausland auf, wo in einem kleinen Örtchen ein angeblicher Wunderfriseur selbst der hoffnungslosesten Kopfplatte wieder Haare entlocken könne, wie es gerüchteweise heißt. Dort haben sich bereits eine erkleckliche Anzahl an Glatzköpfigen versammelt, für die jener „Haarzauberer“ als letzte Hoffnung erscheint. Unterwegs wird Herr Brummer von Gaunern ausgenommen und gerät in das Gefolge eines ominösen Maharadschas von Hatschipur, der dank seiner „Platte“ gleichfalls auf dem Weg zum Haarmagier ist – natürlich ganz inkognito.
Derweil hat sich Brigitte Brummer, des Fabrikanten Tochter, an die Fersen ihres Vaters bzw. des Fahrzeugs des indischen Nabobs geheftet. Auf ihrer Fahrt ins Ungewisse lernt Brigitte den charmanten Sekretär des indischen Herrschers, Jonny Williams kennen. Beide beginnen rasch etwas für einander zu empfinden. Bei der Ankunft wird zunächst der Fabrikant für den Maharadscha gehalten, und so beginnen einige Verwicklungen, die für reichlich Durcheinander sorgen. Schließlich erweist sich zwar die erhoffte wundersame Haarvermehrung als Illusion, aber immerhin ist Brummers Tochter Brigitte auf dieser Reise mit Hindernissen ihrer großen Liebe begegnet. Und der Maharadscha wird zum „Kronzeugen“ für die Wirksamkeit von Brummers „Anti Glazin“.

## Produktionsnotizen
Die Dreharbeiten zu Maharadscha wider Willen begannen am 28. Februar 1950 und endeten im April desselben Jahres. Gedreht wurde in den CCC-Studios in Berlin-Spandau. Der Film wurde am 1. Juni 1950 in Düsseldorf uraufgeführt, die Berliner Premiere war am 4. Juli 1950.
Max Koslowski übernahm die Produktionsleitung. Willi A. Herrmann und Heinrich Weidemann gestalteten die Filmbauten.
Produzent und Glatzenträger Artur Brauner hatte selbst die Idee zu diesem Filmulk. Es singen Rudi Schuricke und Rita Paul, die „Feuerwehr, Feuerwehr, mein kleines Herz brennt lichterloh“ und „In einer Nacht am Ganges“ vorträgt.

## Wissenswertes
Für Sonja Ziemann und Rudolf Prack war dies der letzte Film vor ihrem großen Durchbruch als Filmpaar, das fortan branchenintern nur noch „Zieprack“ genannt wurde: Beide Darsteller hatten wenige Monate darauf einen durchschlagenden Erfolg mit dem ersten bundesdeutschen Farbfilm Schwarzwaldmädel.

## Kritik
„Wer noch ein paar Haarbüschel sein eigen nennt, wird sicher viel lachen. Wie die anderen reagieren, ist schwer zu sagen… .“

„Seichter Klamauk um einen Wunderfriseur, der angeblich die Glatzköpfigkeit beseitigen kann. Der Verwechslung zweier Kunden, eines Maharadschas mit einem Haarwuchsmittelfabrikanten, führt zu mäßig komischen Einfällen; die eingestreuten Tanzeinlagen wurden zur Entstehungszeit wohl für frivol gehalten.“